# Stanisław Zając (polityk)

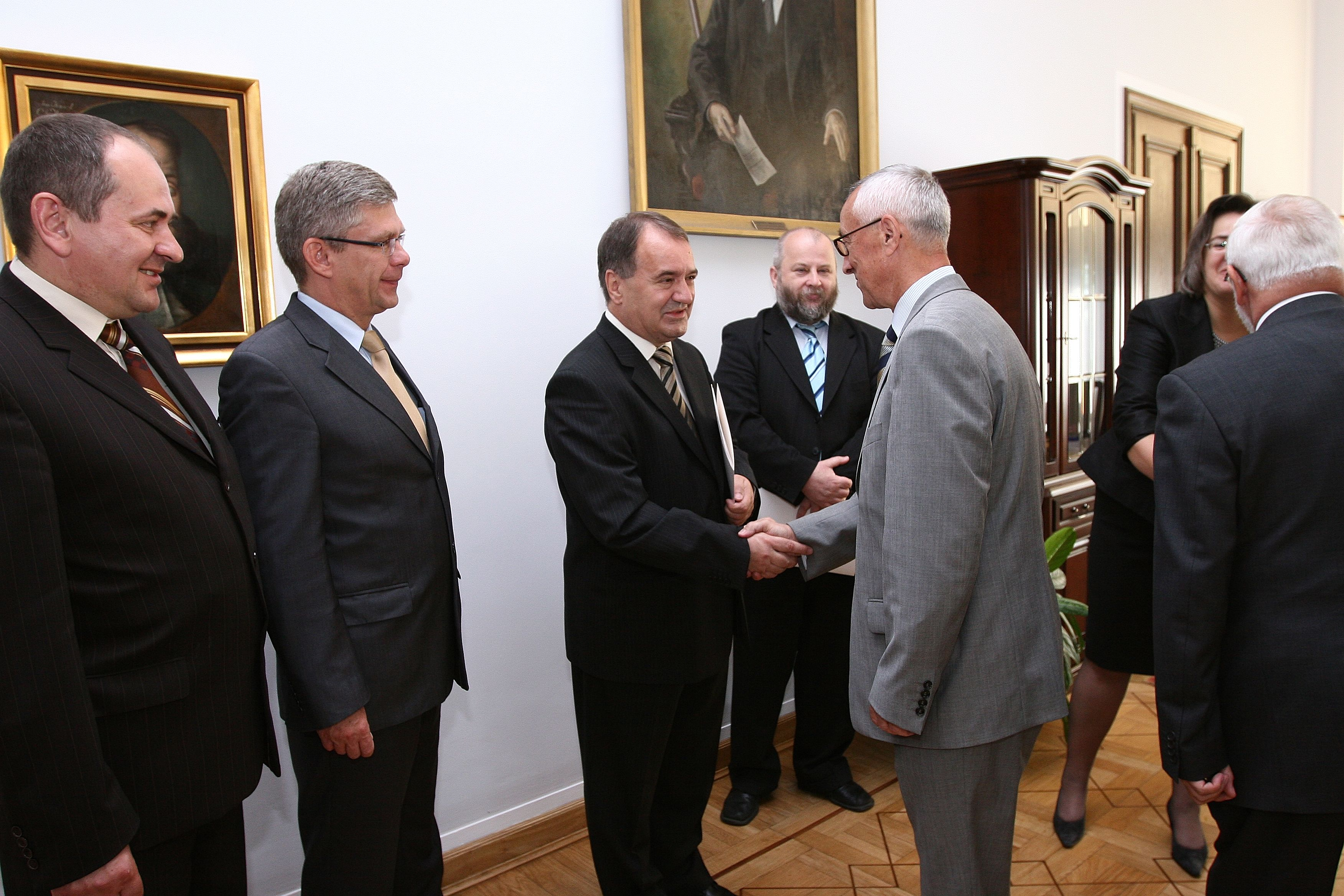
Uroczystość wręczenia Stanisławowi Zającowi zaświadczenia o wyborze na senatora (2008)

Stanisław Zając (ur. 1 maja 1949 w Święcanach, zm. 10 kwietnia 2010 w Smoleńsku) – polski polityk i prawnik, adwokat. Poseł na Sejm I, III, V i VI kadencji (1991–1993, 1997–2001 i 2005–2008), senator VII kadencji (2008–2010), wicemarszałek Sejmu III kadencji w latach 1997–2001, prezes Zjednoczenia Chrześcijańsko-Narodowego w latach 2000–2002.

## Życiorys
Absolwent Liceum Ogólnokształcącego w Bieczu. Ukończył studia na Wydziale Prawa i Administracji Uniwersytetu Jagiellońskiego. Zajmował stanowisko sędziego, następnie praktykował jako adwokat.
Od 1992 do 2005 należał do Zjednoczenia Chrześcijańsko Narodowego (17 kwietnia 1994 wybrany przewodniczącym zarządu regionu podkarpackiego ZChN, w latach 2000–2002 był prezesem tej partii). Sprawował mandat posła I kadencji z ramienia Wyborczej Akcji Katolickiej i III kadencji z ramienia Akcji Wyborczej Solidarność (w wyborach otrzymał 50 649 głosów), zajmując w tej kadencji stanowisko wicemarszałka Sejmu. W 2001 z listy AWSP bez powodzenia ubiegał się o reelekcję. Od 2002 do 2005 zasiadał w sejmiku podkarpackim (wybrany z listy Ligi Polskich Rodzin jako członek ZChN). Od 2003 do 2005 był członkiem rady naczelnej i przewodniczącym regionu podkarpackiego Chrześcijańskiego Ruchu Samorządowego. Należał również do Polskiego Czerwonego Krzyża.
W 2005 z listy Prawa i Sprawiedliwości został wybrany na posła V kadencji w okręgu krośnieńskim. Po wyborach wystąpił z ZChN i w 2006 został członkiem PiS. W wyborach parlamentarnych w 2007 po raz czwarty uzyskał mandat poselski (na Sejm VI kadencji), otrzymując 32 962 głosy. 22 czerwca 2008 jako kandydat PiS wygrał wybory uzupełniające do Senatu, rozpisane w okręgu krośnieńskim po śmierci Andrzeja Mazurkiewicza, uzyskując 40 993 głosów (47,92%). Ślubowanie złożył 25 czerwca 2008. Był wiceprzewodniczącym Klubu Parlamentarnego PiS i przewodniczącym Klubu PiS w Senacie, a także przewodniczącym Komisji Obrony Narodowej.
Zginął w katastrofie polskiego samolotu Tu-154M w Smoleńsku 10 kwietnia 2010 w drodze na obchody 70. rocznicy zbrodni katyńskiej. Został pochowany 25 kwietnia 2010 na nowym cmentarzu komunalnym przy ul. Mickiewicza w Jaśle. Jego ciało zostało ekshumowane 20 czerwca 2017 w związku z prowadzonym w Prokuraturze Krajowej śledztwem w sprawie katastrofy smoleńskiej. Został ponownie pochowany na tym samym cmentarzu 22 lipca 2017.

## Życie prywatne
Był żonaty z Alicją Zając. Miał dwoje dzieci: syna Wojciecha i córkę Agnieszkę.

## Odznaczenia, wyróżnienia i upamiętnienie
Ordery i odznaczenia
- Krzyż Komandorski z Gwiazdą Orderu Odrodzenia Polski – 2010, pośmiertnie[9]
- Złoty Medal „Za zasługi dla obronności kraju” – 2010[10]
- Srebrny Medal „Za zasługi dla obronności kraju” – 2009[11]
- Odznaka honorowa „Za Zasługi dla Ochrony Środowiska i Gospodarki Wodnej”
- Krzyż Wielki Orderu Pro Merito Melitensi (Zakon Maltański)

Nagrody i wyróżnienia
- Tytuły honorowego obywatela Jarosławia, Jasła, gminy Dydnia[12], gminy Jasło[13], Brzozowa[14]
- Honorowy Krzyż Zrzeszenia „Wolność i Niezawisłość”
- Odznaka honorowa „Zasłużony dla Województwa Podkarpackiego” (pośmiertnie, 2010)[15]
- Złoty Medal „Za Zasługi dla Pożarnictwa”
- Odznaka „Przyjaciel Dziecka”
- Złota Honorowa Odznaka PZM (2002)[16]
- Złota Odznaka Honorowa Związku Inwalidów Wojennych RP
- Tytuł „Człowieka Roku 1995 Województwa Krośnieńskiego” przyznany przez tygodnik „Nowe Podkarpacie”[17]
- Tytuł honorowego prezesa Jasielskiego Klubu Sportowego Czarni 1910 Jasło[4]

Upamiętnienie
Imieniem Stanisława Zająca nazwano Park Rekreacji i Edukacji Ekologicznej w Foluszu (2010) oraz Małą Aulę Uniwersytetu Rzeszowskiego (2015).
Został upamiętniony na tablicach pamiątkowych wewnątrz Sanktuarium Matki Bożej Zawierzenia w Tarnowcu, na budynku siedziby Naczelnej Rady Adwokackiej przy ulicy Świętojerskiej 16 w Warszawie oraz w przycmentarnej kaplicy w Zręcinie, a ponadto na pomniku Golgota Wschodu przy budynku I Liceum Ogólnokształcącego w Jaśle. Poświęcono mu także głaz pamięci umiejscowiony w okolicy kościoła św. Anny w Święcanach.
W 2021 pośmiertnie mianowany na stopień oficerski majora Wojska Polskiego.